# Dieter Laue
Dieter Laue (* 4. Februar 1950 in Lüdenscheid) ist ein deutscher Maler, der in Köln lebt und arbeitet.

## Leben
Dieter Laue studierte freie Malerei an der Kölner Werkschule (in der Übergangsphase ihrer Integration als Fachbereich der Fachhochschule Köln ab 1971) und wurde durch die Hans-Böckler-Stiftung mit einem Stipendium gefördert. 1982 schloss er sein Studium als Meisterschüler von Prof. Dieter Kraemer ab.
Auch Laues beide Brüder studierten freie Malerei bei Dieter Kraemer.
Neben der Malerei und der Entwicklung seiner eigenen Maltechnik wirkte Dieter Laue als Autor und Kulturmanager sowie, in geringerem Umfang, im Bereich Grafik und Siebdruck.
Gegenwärtig konzentriert er sich auf die Malerei, Ausstellungen und den Betrieb seiner Malschule in Köln.

## Ausstellungen
Ausstellungen seit 1990 (Auswahl)
- 1990 Galerie 68/elf, Köln
- 1992 Kunstverein Paderborn
- 1993 Rathaus Köln
- 1996 Städt. Museum Beckum (Katalog)[4] und BBK Galerie Oldenburg
- 1998 Carambolage (Katalog)[5] Gothaer Kunstforum, Köln sowie Stichting Kaus Australis, Rotterdam (Niederlande) und Stadtmuseum Beckum
- 2000 Galerie Stapelhaus, Köln, (Katalog Ostinato)[6]
- 2003 Galerie KunstRaum, Diessen/Ammersee[7] und Münsterlandmuseum, Burg Vischering
- 2005 Stadtmuseum Siegburg[8] (Katalog)[9]
- 2005 KunstRaum Galerie Diessen/Ammersee und Art Bodensee Dornbirn (Österreich)[10]
- 2006 Galerie Florian Trampler Diessen/Ammersee[11]
- 2012 Kunstverein Jülich[12]
- 2013 Galerie Burg Stolberg, Aachen
- 2014 Kunstakademie Heimbach[13] und Kunstverein Frechen
- 2017 Kunstverein Wesseling[14]
- 2018 Museum im Stern, Warburg[15]
- 2020 Maternushaus, Köln[16] (Katalog)[17]
- 2021 Virtuelle Ausstellung „Kunststücke bei Dettmer“[18]
- 2022 Slow Flow, St. Theodor, Köln-Vingst und Galerie Flow Fine Art, Leverkusen[19]

## Kulturmanagement
- 1978–1982 Gründung und Leitung des „Atelier Roonstraße 78 e.V.“, dem heutigen „Atelier Theater“[20]
- 1982 Mobile Siebdruck Druckwerkstatt, Aktionen u. a. Kieler Woche, Gutenberg Museum Mainz, Poetry international, Rotterdam
- 1986 Deutsch-niederländisches Dichter und Druckersymposion (Katalog)
- 1986 Durchführung deutsch-niederländisches Drucksymposion Orvelte/NL, Köln, in Zusammenarbeit mit dem niederländischen Berufsverband und dem

Kulturamt Köln

## Autor
Katalogtexte für Ausstellungen:
- Denis Stuart Rose: es gilt, diese Zeit zu begraben – nicht ihre Opfer; Environments. Verlag Hinz und Kunst, Braunschweig 1981. ISBN 978-3-922618-01-0.

- Hans Martin Kind, Bilder. Verlag Hinz und Kunst, Braunschweig 1981. ISBN 978-3-922618-02-7.

- Radierungen, Linol- und Holzschnitte, Texte von 1975–1983 / H. D. Gölzenleuchter. Mit einem Vorwort von Dieter Laue. Ed. Wort und Bild, Bochum-Langendreer 1983. ISBN 978-3-9800544-3-0.

- Rüdiger Bergmann … aus dem Atelier Kunstverein Wesseling, Wesseling 2017, ISBN unbekannt.[21][22]

- Katja Wunderling: Laudatio in: Günther Braunsberg & Katja  Wunderling (Hrsg.), Katja Wunderling. Edition Braunsberg, Nürnberg 2020. ISBN 978-3-00-064252-4.

- Flüsse & Gezeiten: Malerei / Dieter Laue. Künstler Union Köln, Köln 2020, ISBN unbekannt.

2012–2017 monatliche Kulturkolumne im Kulturmagazin Herzog

## Kataloge
- Martin Gesing: Cirrus divertimento : Dagmar G. Bogattke, Dieter Laue ; Malerei & Kleinplastik ; Stadtmuseum Beckum, 10. März – 21. April 1996 ; Kunstverein Greven Stadtmuseum Beckum, Beckum 1996, ISBN unbekannt.

- Dagmar G. Bogattke (Hrsg.): Carambolage : Freek Drent … ; 27. Januar – 24. Februar 1998, Gothaer Kunstforum, Köln (eine Ausstellung des Atelierforums Köln e.V. und der Gothaer Versicherungen), 7. März – 5. April 1998, Stichting Kaus Australis, Rotterdam, 15. Mai – 21. Juni 1998, Stadtmuseum Beckum, Beckum, Atelierforum Köln, Köln 1998, ISBN unbekannt

- Gundula Caspary (Hrsg.): Dieter Laue, watching the river flow : Stadtmuseum Siegburg, 14. August 2005 bis 25. September 2005 ; Galerie Florian Trampler, 24.09. - 29. Oktober 2006. Rheinlandia Verlag, Siegburg 2005, ISBN 978-3-938535-01-1.

- Dieter Laue: Flüsse & Gezeiten : Malerei / Dieter Laue. Künstler Union Köln, Köln 2020, ISBN unbekannt.

## Mitgliedschaften
- Bundesverband Bildender Künstler
- Verwertungsgesellschaft Wort und Bild
- Künstlersozialkasse